# ژرژ پیو
ژرژ پیو (فرانسوی: Georges Piot‎; ۱۴ سپتامبر ۱۸۹۶ – ۵ آوریل ۱۹۸۰) قایقران روئینگ اهل فرانسه بود.